# بيتر كيندال
بيتر كيندال (29 ديسمبر 1938 في المملكة المتحدة - )  (بالإنجليزية: Peter Kendall)‏ هو لاعب كريكت بريطاني. لعب مع Cornwall County Cricket Club ‏.